# Carpelimus decoloratus
Carpelimus decoloratus är en skalbaggsart som först beskrevs av Thomas Casey 1889.  Carpelimus decoloratus ingår i släktet Carpelimus och familjen kortvingar. Inga underarter finns listade i Catalogue of Life.